# Pachyornebius
Pachyornebius is een geslacht van rechtvleugeligen uit de familie Mogoplistidae. De wetenschappelijke naam van dit geslacht is voor het eerst geldig gepubliceerd in 1969 door Lucien Chopard.

## Soorten
Het geslacht Pachyornebius  is monotypisch en omvat slechts de volgende soort:
- Pachyornebius crassus (Chopard, 1969)